# Ptyodactylus homolepis
Ptyodactylus homolepis är en ödleart som beskrevs av  Blanford 1876. Ptyodactylus homolepis ingår i släktet Ptyodactylus och familjen geckoödlor.

## Underarter
Arten delas in i följande underarter:
- P. h. socotranus
- P. h. homolepis